# Iman Budi Hernandi
Iman Budi Hernandi (sinh ngày 13 tháng 7 năm 1993) là một cầu thủ bóng đá người Indonesia hiện tại thi đấu cho Persik Kediri ở Liga 2 ở vị trí tiền vệ.

## Sự nghiệp
Iman Budi bắt đầu sự nghiệp với Arema F.C. U-21. Và đầu năm 2014, anh được cho mượn đến Perseba Bangkalan và giúp đội lên chơi tại Second Division sau khi vô địch ở Third Division.

### Laga FC
Anh gia nhập ở Laga F.C. và thi đấu ở Liga Indonesia Premier Division 2015.

### Persela Lamongan
Anh gia nhập Persela Lamongan cho Indonesia President's Cup 2015 và Indonesia Soccer Championship A 2016.